# Kacákova Lhota
Kacákova Lhota là một làng thuộc huyện Jičín, vùng Královéhradecký, Cộng hòa Séc.